# Івін А.
«Івін А.» (рос. «Ивин А.») — український радянський художній фільм 1990 року режисера Ігоря Черницького за мотивами оповідання Анатолія Кіма «Зупинка в серпні».

## Сюжет
Рядовий внутрішніх військ Андрій Івін — охоронець зони суворого режиму. Він абсолютно не пристосований до військової служби — типовий гуманітарій, який кинув історико-архівний інститут.
Одного разу влітку він стоїть вночі на посту на вишці. Рецидивіст на прізвисько Мишка Князь здійснює втечу. Рядовий Івін не зміг вистрілити в нього, і змушений сам піти під трибунал. У пояснювальній записці він пише, що «відмовляється і надалі розпоряджатися чужим життям».

## У ролях
- Олександр Песков —  рядовий Івін Андрій
- Ігор Черницький —  старший лейтенант Наротьєв
- Євген Пашин —  рядовий Єськін (водій автозаку)
- Володимир Меньшов —  підполковник Овсянников
- Ніна Шаролапова
- Олександр Мілютін
- Сергій Підгорний
- Володимир Нисков
- Ігор Олехнович
- Неоніла Гнеповська — епізод

## Творча група
- Автор сценарію: Ігор Черницький
- Режисер: Ігор Черницький
- Оператор: Вадим Іллєнко
- Композитор: Юрій Репніков